# 单杠 (器械)

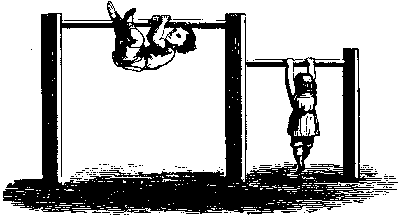
單槓

单杠是游乐场里常见的器材之一，曾经是每个儿童游乐场和操场的必备设施，在成人的健身房里及一些公園也相当常见。单杠是一根光滑的金属棒，通常是中空的管子，稳固地水平架在木制或金属框架上。通常在安装的时候都会一起设立两到三个高度不同的单杠，以方便不同高矮的人使用。
常见的玩法是人轻跳起，用双手握住单杠，手心朝外，双脚悬空。从这里人可以用臂力把自己身体向上拉，直到下巴高过单扛，然后柔和放松手臂，让身体下落，靠手臂挂在单杠上，之后再依体力程度，不断重复上拉和下落。这个运动一般叫做「引体向上」。
单杠也可以用反手握，也就是握住单杠的手手心朝里，向着自己。这样做的引体向上也叫反握引体向上。这种握法可以锻炼肋间肌和二头肌，而传统的正握法则是锻炼上背肌和背阔肌。
其他的引体向上变化包括一边手只用几个手指握杠，从而侧重锻炼另一边的手臂肌肉，这样的锻炼应该两只手臂对称进行。单手引体向上虽然可以做到，但是难度十分大。
儿童在单杠上的玩法变化要多得多，比如用小腿倒挂，然后翻身起来抓杠，或是用手臂和腰支撑身体，在单杠上由前向后翻转。